# Pascale Claude-Lafontaine
Pascale Claude-Lafontaine, née en 1928, est une scénariste et dessinatrice française de bande dessinée.

## Biographie
Pascale Claude-Lafontaine naît en 1928 en France.
Elle commence par signer des textes illustrés par d'autres auteurs, comme Bussy le hamster doré pour Annick Delhumeau, qui reçoit en 1969 la Plaque d'Or de Bratislava.
Elle publie ensuite des histoires dans des revues pour les jeunes enfants.
Pascale Claude-Lafontaine fait paraître en 1984 le livre, Viens on rentre à la maison, aux éditions du Centurion. Elle publie ensuite dans le magazine de littérature jeunesse J'aime lire, pour Bayard Presse.
Elle passe en 1985 aux éditions Milan, et publie la bande dessinée Coline et Colas dans le magazine Toupie,. Elle est aussi la rédactrice de la rubrique Et ça, tu le fais ? de ce même magazine. Dans Toboggan, elle prend en charge la série Prosper Mâchefer. Elle illustre Pierrot de 1985 à 1987 dans Perlin.
Selon Henri Filippini, ses publications sont de « charmantes histoires ».

## Publications
- Un garçon manqué, Annikki Setälä, coll. « Le Livre TV », no 9, Éditions de l'Amitié-G T Rageot, 1964